# Neuquensaurus
Genre
Espèces de rang inférieur
- Neuquensaurus australis Lydekker, 1893 [à l'origine Titanosaurus]
- Neuquensaurus robustus Huene, 1929 [à l'origine Titanosaurus] (nomen dubium)

Neuquensaurus (ce qui signifie « lézard du Neuquén ») est un genre de dinosaures sauropodes saltasaurinés qui est apparu durant le Crétacé supérieur, en Argentine et en Uruguay il y a 71 millions d'années. Des fossiles ont été découverts aux alentours de Cinco Saltos, proche de la rivière Neuquén, au cœur de la formation d'Anacleto.
Ce dinosaure devait posséder un ostéoderme, une sorte d'armure. Il est lié au Saltasaurus, un sauropode relativement petit, mais un des plus complets parmi les sauropodes de Patagonie.  En plus des fossiles originaux décrits par Lydekker en 1893, il est connu par des fossiles récoltés au début du XXe siècle, ainsi que par du matériel plus récent tel qu'un spécimen de 2005, bien préservé et partiellement articulé (auquel sont associés des ostéodermes), ainsi que par du matériel supplémentaire non décrit.
Un squelette ré-assemblé est exposé au Museo de la Plata.